# Orte
Orte es una ciudad de Italia en la región de Lacio, provincia de Viterbo. Tiene unos 8500 habitantes (120 h/km²) y se encuentra a 132 metros sobre el nivel del mar. Sus coordenadas son: 42°27′37″N 12°23′10″E / 42.460278, 12.386111.

## Historia
Horta o Hortanum fue una antigua ciudad de Etruria, a la derecha del Tíber cerda de la confluencia con el Nar (hoy Nera). Probablemente su nombre derivaba de la diosa etrusca Horta. Cerca de la ciudad (a unos 6 km) estaba el lago Vadimón escena de las decisivas batallas con los romanos del 309 a. C. y 283 a. C.
Fue municipio romano en el siglo I a. C. Fue un condado bajo los lombardos. Los bizantinos construyeron fortificaciones. En el siglo IV fue sede de un obispo que en el siglo IX construyó una catedral que después fue la catedral de Santa María Asunción. En el siglo IX fue atacada y ocupada por los árabes que fueron expulsados en el 914. La comuna extendió su control sobre el territorio, en contraposición al dominio eclesiástico de Narni y Saulo de la abadía de Farfa. A partir del siglo XII comenzó el desarrollo y la prosperidad y en los siglos siguientes amplió su población. En el siglo XV el aumento del poder del Papa y las epidemias la redujeron, especialmente desde el 1524 cuando se vino abajo el puente sobre el Tevere y tuvo que cosntruirse un nuevo puente en Ponte Felice. Durante los siglos XVI al XVIII la crisis económica incrementó el latifundio ganadero y ascendiendo así algunas familias que construyeron palacios en el centro histórico. Fue en estos tiempos sede de un gobierno pontificio en la Toscana. Su desarrollo moderno se inició en 1864 con la construcción de la vía de tren.

## Evolución demográfica
| Gráfica de evolución demográfica de Orte entre 1861 y 2001 |
|                                                            |
| Fuente ISTAT - elaboración gráfica de Wikipedia            |